# ヴィクトル・シェストレム
ヴィクトル・シェストレム（Victor Sjöström、1879年9月20日 - 1960年1月3日）は、スウェーデンの映画監督、脚本家。彼がアメリカ時代に監督した作品では、ヴィクター・シーストラム（Victor Seastrom）の名前でクレジットされている。
創成期のスウェーデン映画界やハリウッドで映画監督として活躍したことから、「スウェーデン映画の父」と呼ばれる。監督業の傍ら、映画俳優としても独特の存在感を示した。特にイングマール・ベルイマン監督の『野いちご』における演技が有名。

## 経歴

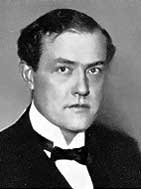
青年時代のヴィクトル・シェストレム

### 生い立ち
ヴィクトル・シェストレムは1879年9月20日に、ヴェルムランド地方のシルボーダル（現在のオーイェング）で生まれた。父親のオロフは海運業者、母親のエリザベスは元舞台女優だった。1880年にシェストレム一家は、父親の経営する会社のあるニューヨークのブルックリンに移住した。1886年に母親のエリザベスが産褥熱で死去、父親のオロフはその後一家の乳母であった女性と再婚する。シェストレムの研究家たちは、幼年時代に敬愛する母親と死に別れた経験が、後年シェストレムの映画に登場する毅然とした女性像に投影されていると指摘している。結局シェストレムは継母と上手く関係を築くことができず、また厳格な父親への反発もあって、1893年には一人でスウェーデンに帰国しウプサラに住む叔母の元に身を寄せることになった。
少年時代のシェストレムは演劇に関心を抱き、学校の休暇中にスウェーデン王立劇場に足繁く通ったという。学校では演劇部に所属し、そこで監督や主演俳優など中心的な役割を果たした。シェストレムは卒業後演劇の道に進むつもりだったが、1895年に事業に失敗した父親がストックホルムに帰国すると彼を取り巻く状況は一変する。シェストレムは苦しい家計を助けるために、ストックホルムの路上でドーナツ（19世紀末のスウェーデンでは最新流行の食べ物だった）のセールスマンとして生計を立てていくことになった。

### 旅芸人から映画監督へ
翌1896年に父親のオロフが死去すると、シェストレムは再び役者を志すようになる。経済的な理由から王立演劇学校で俳優としての正規の教育を受けることができなかったシェストレムは、旅芸人の一座を率いてスウェーデンやフィンランドを巡業する。結局その後10年以上に渡って北欧各地を旅して回ったシェストレムだが、この時期に俳優や演出家としての素養を身に付けることになった。
そんなシェストレムに転機が訪れたのは、1912年のことである。巡業中に培った演出家としての能力を認められたシェストレムは、映画プロデューサーのチャールズ・マグナソンに誘われ、当時急成長を遂げていた映画会社のSvenska Biograf社（Svensk Filmindustri社の前身）に就職することになる。ここでシェストレムは、ほぼ同時期に入社したマウリッツ・スティッレルらと共に、創成期のスウェーデン映画界でサイレント映画製作に携わることになる。シェストレムの監督デビュー作は、1912年に公開された『Ett hemligt giftermål』であった。
その後シェストレムはSvenska Biograf社の看板作家として、次々と話題作を発表していく。1912年に公開された監督第二作の『Trädgårdsmästaren』は、映画中にレイプを示唆する描写があるとして、スウェーデン国内の検閲機関から上映禁止処分を受けてしまう。翌1913年には、映画史上初めて社会派リアリズムの手法を用いた『Ingeborg Holm』を発表、スウェーデン国内で大いに物議を醸すことになる。1917年製作の『波高き日』は、当時としては記録的な制作費をつぎ込んだ大作であり、スウェーデン映画の黄金時代の幕開けを告げるものになった。1918年の『生恋死恋』は、シェストレム初期の傑作であると同時に、スウェーデン映画黎明期を代表する作品として高く評価されている。1921年に発表された『霊魂の不滅』は、フラッシュバックを多用した物語構造や、二重露光を駆使して撮影された幻想的な映像美が1920年代には革新的なものであり、スウェーデン映画史上で最も重要な作品の一つに数えられている。

### ハリウッド時代
スウェーデン映画史に残る傑作を次々と発表するシェストレムは、やがて国際的にも知られた存在になっていく。1923年にシェストレムは、メトロ・ゴールドウィン・メイヤーの創始者の一人であるルイス・B・メイヤーによってハリウッドに招聘される。ハリウッドの潤沢な資金援助を受けたシェストレムは監督業に専念し、そこで様々な作品を製作することになった。1924年公開の『殴られる彼奴』は、ロン・チェイニー主演のドラマ映画であり、新生メトロ・ゴールドウィン・メイヤーにとって最初の大ヒット作となった。次にシェストレムは、当時の売れっ子女優リリアン・ギッシュを主役とする映画の撮影を開始する。1926年製作の『真紅の文字』と1928年製作の『風』がそれであり、前述の『殴られる彼奴』と併せて、シェストレムのハリウッド時代を代表する傑作として高く評価されている。
新天地アメリカでも名声を得たシェストレムだが、1930年には家族を連れてスウェーデンに帰国することになる。シェストレムが得意としたサイレント映画が徐々に下火になり、逆に当時一般的になりつつあったトーキーに最後まで馴染めなかったからだとも言われている。帰国後シェストレムは新たに数本の映画を監督するが、何れも初期のスウェーデン時代やハリウッド時代の力作には及ばない出来であると、批評家たちからは低い評価をされている。結局1937年に撮影された『Under the Red Robe』を最後に、シェストレムは監督業から引退することになった。

### 演劇への回帰
監督業から引退したシェストレムは、1939年から1943年にかけて演劇の世界に没頭する。しかし1943年には彼の所属するSvensk Filmindustri社の上層部に乞われて、再び映画業界で後進の育成を担うことになった。この時期にシェストレムは、当時まだ新進気鋭の脚本家であったイングマール・ベルイマンと知り合い、彼に様々な助言を行っている。1945年にベルイマンが『危機』で監督デビューを果たしたとき、社内で孤立したベルイマンの味方となったのはシェストレムただ一人だったと言われている（シェストレムはこの映画でプロデューサーを担当）。1949年にSvensk Filmindustri社を退社したシェストレムは、殆ど数えるほどしか映画に出演していなかったが、1950年にはベルイマンの監督作品である『歓喜に向かって』で、年老いたオーケストラの指揮者を演じている。
1950年代のシェストレムは青年時代のように、劇団を率いて各地を巡業する生活を開始する。当時のシェストレムがしばしば演じた役として、アーサー・ミラーの『セールスマンの死』に登場するウィリー・ローマン役などが挙げられる。また、この時期に下積み時代のマックス・フォン・シドーとも共演を果たしている。

### 『野いちご』と最晩年

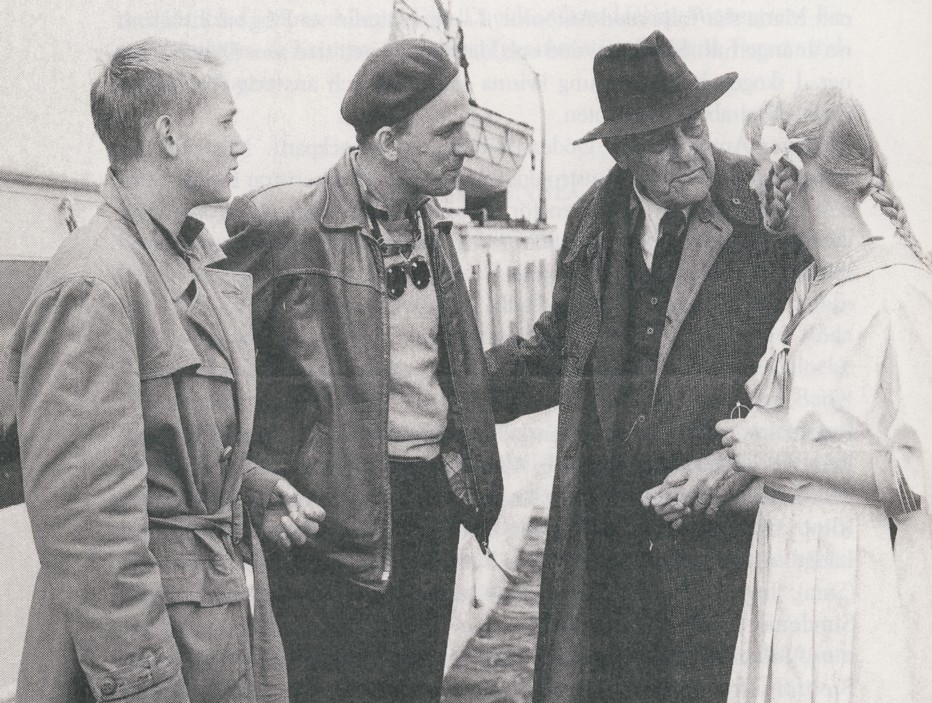
『野いちご』の撮影現場（1957年撮影）

1957年にシェストレムは、彼を敬愛する映画監督イングマール・ベルイマンの要請を受けて、ベルイマン監督作品の『野いちご』で主人公である老イサク教授を演じることになる。当時のシェストレムは78歳と高齢で健康に優れず、撮影中に台詞を忘れることもしばしばだった。撮影監督のグンナール・フィッシェルによれば、屋外での撮影が予定されていた幾つかのシーンが、シェストレムの健康を考慮して屋内での撮影に変更されたという。また、撮影中のシェストレムは非常に気難しく、監督であるベルイマンの演出に不平をこぼすことも少なくなかった。
撮影時には多くの困難が伴ったものの、完成後『野いちご』は批評家たちから絶賛を浴びた。特に主人公役であるシェストレムの演技は素晴らしく、監督のベルイマンが後に、『野いちご』は彼自身の映画ではなく、シェストレムのものだと語るほどであった。シェストレムは本作品で、ベルリン国際映画祭国際批評家連盟賞とナショナル・ボード・オブ・レビュー賞主演男優賞を受賞した。しかし撮影の激務のためか、シェストレムの健康状況は著しく悪化し、映画の公開とほぼ時を同じくして心臓病で入院することになってしまう。一度は退院したものの、1959年12月に再入院を余儀なくされたシェストレムは、その三週間後の1960年1月3日に80歳で死去。シェストレムの遺体は、数多くの著名人が眠っていることで知られるストックホルム郊外の「北の墓地」（原語：Norra begravningsplatsen）に埋葬された。

## 評価
創成期のスウェーデン映画界とハリウッドで映画監督として活躍し、数多くの傑作を製作した実績は非常に高く評価されている。シェストレムはイングマール・ベルイマンが登場するまでは、マウリッツ・スティッレルと並んで最も国際的な評価の高いスウェーデンの映画監督であった。晩年は後進の育成にも力を注いでおり、そのような業績を称えてシェストレムのことを「スウェーデン映画の父」と呼ぶこともある。特に映画監督ベルイマンに与えた影響は絶大であり、ベルイマンはシェストレムの『霊魂の不滅』を、「本当の意味で衝撃的だった最初の映画体験」だったと述べている。映画評論家のピーター・コーウィーは、『野いちご』冒頭の悪夢のシーンで、ベルイマンが『霊魂の不滅』から直接的な影響を受けた可能性を指摘している。
「スウェーデン映画の父」という輝かしい名声の反面、スウェーデン時代初期のシェストレムの作品が長年殆ど顧みられることがなかったのも事実である。シェストレムは映画が産業として成熟する前の映画監督であり、現在完全な形で視聴できる作品が非常に少ないというのがその原因の一つである。特に1912年から1915年にかけての監督作品は汚損や散逸が甚だしく、現存しているのは僅か数本に過ぎないという状態である。このような状況の中、1980年になってようやくシェストレムの本格的な伝記が、脚本家のベント・フォシュルンドによって発表された。映画監督シェストレムの全容に迫った研究書が出版されるのは、これが初めてのことである。
1993年にはシェストレムのハリウッド時代の代表作である『風』が、アメリカ国立フィルム登録簿に登録された。

## 主な監督作品

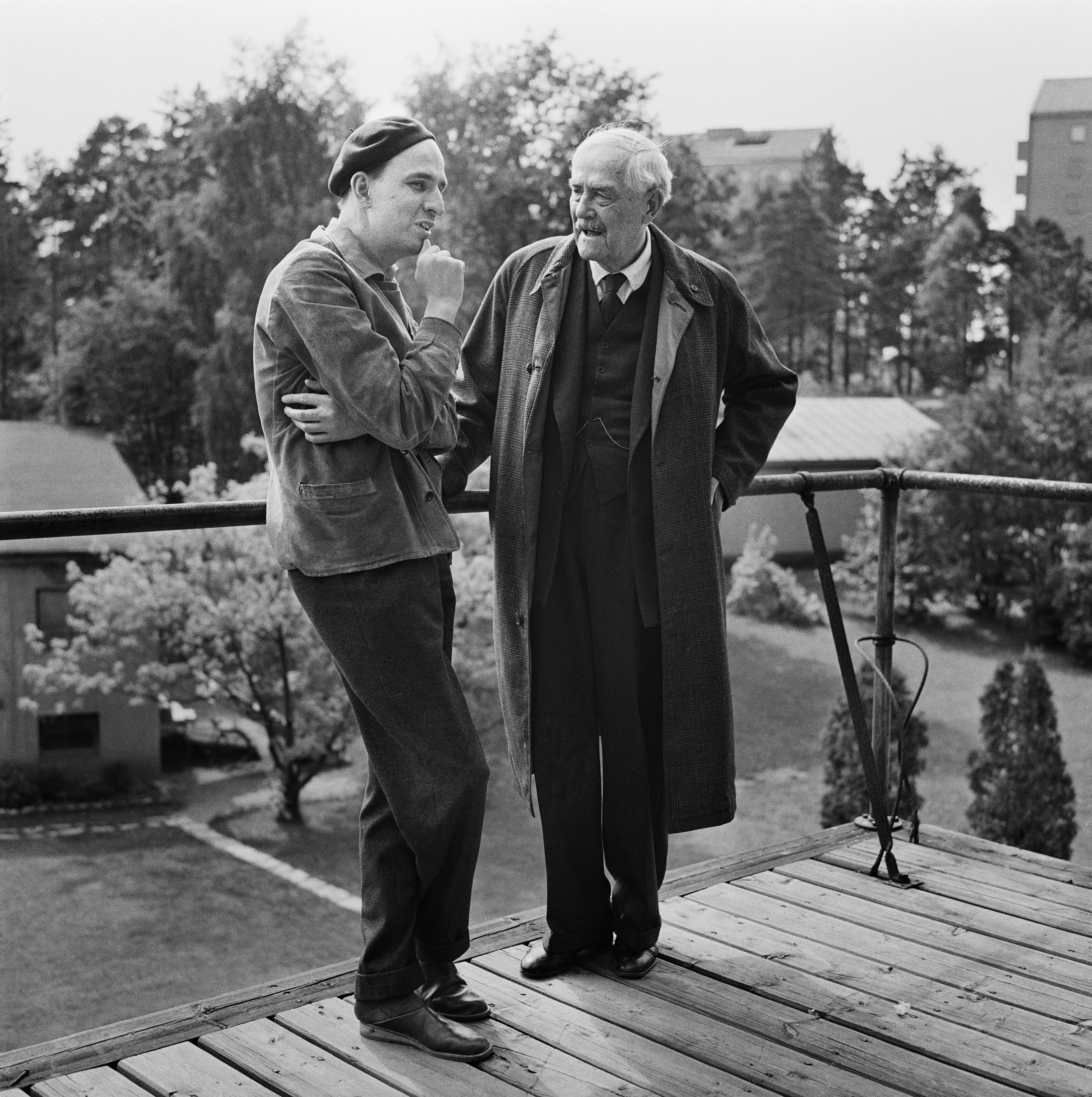
シェストレムとベルイマン（1957年撮影）

左から製作年度、映画の邦題、原題の順に記述する。日本未公開の作品は、横に（邦題不明）と示した。
- 1912年 『Ett hemligt giftermål』（邦題不明）
- 1912年 『Trädgårdsmästaren』（邦題不明）
- 1913年 『Äktenskapsbyrån』（邦題不明）
- 1913年 『Löjen och tårar』（邦題不明）
- 1913年 『Lady Marions sommarflirt』（邦題不明）
- 1913年 『Blodets röst』（邦題不明）
- 1913年 『Livets konflikter』（邦題不明）
- 1913年 『Ingeborg Holm』（邦題不明）
- 1913年 『Halvblod』（邦題不明）
- 1913年 『Miraklet』（邦題不明）
- 1914年 『Kärlek starkare än hat eller skogsdotterns hemlighet』（邦題不明）
- 1914年 『Prästen』（邦題不明）
- 1914年 『Dömen icke』（邦題不明）
- 1914年 『Strejken』（邦題不明）
- 1914年 『Bra flicka reder sig själv』（邦題不明）
- 1914年 『Gatans barn』（邦題不明）
- 1914年 『Högfjällets dotter』（邦題不明）
- 1914年 『Hjärtan som mötas』（邦題不明）
- 1915年 『En av de många』（邦題不明）
- 1915年 『Sonad skuld』（邦題不明）
- 1915年 『Det var i maj』（邦題不明）
- 1915年 『Landshövdingens döttrar』（邦題不明）
- 1915年 『Skomakare, bliv vid din läst』（邦題不明）
- 1915年 『I prövningens stund』（邦題不明）
- 1915年 『Judaspengar』（邦題不明）
- 1916年 『Skepp som mötas』（邦題不明）
- 1916年 『Havsgamar』（邦題不明）
- 1916年 『Hon segrade』（邦題不明）
- 1916年 『Dödskyssen』（邦題不明）
- 1916年 『Therèse』（邦題不明）
- 1917年 『波高き日』 - Terje Vigen
- 1917年 『Tösen från Stormyrtorpet』（邦題不明）
- 1918年 『生恋死恋』 - Berg-Ejvind och hans hustru
- 1919年 『Ingmarssönerna』（邦題不明）
- 1919年 『Hans nåds testamente』（邦題不明）
- 1920年 『Klostret i Sendomir』（邦題不明）
- 1920年 『Karin Ingmarsdotter』（邦題不明）
- 1920年 『Mästerman』（邦題不明）
- 1921年 『霊魂の不滅』 - Körkarlen
- 1922年 『Vem dömer』（邦題不明）
- 1922年 『Det omringade huset』（邦題不明）
- 1923年 『Eld ombord』（邦題不明）
- 1924年 『男の名を言え』 - Name the Man
- 1924年 『殴られる彼奴』 - He Who Gets Slapped
- 1925年 『女王の懺悔』 - Confessions of a Queen
- 1925年 『故郷の土』 - The Tower of Lies
- 1926年 『真紅の文字』 - The Scarlet Letter
- 1928年 『The Divine Woman』（邦題不明）
- 1928年 『悪魔の仮面』 - The Masks of the Devil
- 1928年 『風』 - The Wind
- 1930年 『A Lady to Love』（邦題不明）
- 1930年 『Die Sehnsucht jeder Frau』（邦題不明）
- 1930年 『Väter und Söhne』（邦題不明）
- 1931年 『Markurells i Wadköping』（邦題不明）
- 1937年 『Under the Red Robe』（邦題不明）

## 主な受賞
- ベルリン国際映画祭
  - 1958年度 国際批評家連盟賞 『野いちご』

- ナショナル・ボード・オブ・レビュー賞
  - 1959年度 主演男優賞 『野いちご』